# Дретинек
Дретинек (пол. Dretynek, нім. Tretenwalde) — село в Польщі, у гміні Мястко Битівського повіту Поморського воєводства.
Населення — 113 осіб (2011).
У 1975-1998 роках село належало до Слупського воєводства.

## Демографія
Демографічна структура станом на 31 березня 2011 року:
|          | Загалом | Допрацездатний вік | Працездатний вік | Постпрацездатний вік |
| -------- | ------- | ------------------ | ---------------- | -------------------- |
| Чоловіки | 62      | 13                 | 49               | 0                    |
| Жінки    | 51      | 11                 | 33               | 7                    |
| Разом    | 113     | 24                 | 82               | 7                    |